# Gaetano Pirrello
Gaetano Pirrello, né le 29 avril 1992 à La Louvière (Belgique), est un pratiquant d'arts martiaux mixtes (MMA) spécialiste de Muay Thaï.
Surnommé « El Tigre », il évolue actuellement dans la division des poids plume au pfl   
En MMA, il totalise 25 combats pour 17 victoires, avec notamment 6 succès à l'European Beatdown.

## Biographie
Gaetano Pirrello débute les arts martiaux à l'âge de 5 ans.
Lors de la Nuit des Titans XVI, il s'adjuge le titre européen WKN de Muay Thaï dans la catégories des poids welters en battant le Français Rehda Chtibi sur KO.
En 2018, il remporte le titre de champion du monde WKN poids plumes de Muay Thaï face à Lubomir Rusnak.
En 2019, Gaetano Pirrello devient champion d'Europe WKN super poids-plume de Muay Thaï aux dépens du Français Ahmed Alikada, sur décision des juges à l'issue d'un combat en 5 rounds.
Il fait ses débuts en UFC le 20 janvier 2021. Pirello affronte l'Américain Ricky Simons, mais s'incline au 2e round sur soumission.
Pirrello est alors le 3e combattant belge à intégrer l'UFC, après Tarec Saffiedine et Cindy Dandois chez les femmes.
En 2025 il signe avec la deuxième plus grosse organisation mondiale PFL.
Il fait son premier combat contre Salvatore Liga, black belt de bjj, invaincu en MMA. Il gagne par soumission à 3:22 du premier round (Ninja choke).

## Style de combat
Gaetano Pirrello est un spécialiste de Muay Thaï qui a une garde fausse patte.
En recherche de distance, il passe principalement par des une-deux et des enchaînements pied-poing.
Lorsqu’il est au corps-à-corps, il utilise des coups de genoux et des coups de coude.

## Palmarès en MMA
| 25 combats     | 17 victoires | 7 défaites |
| Par KO         | 11           | 2          |
| Par soumission | 4            | 4          |
| Sur décision   | 2            | 1          |
| Égalités       | 1            | 1          |

| Résultat | Record | Adversaire                | Méthode                                 | Événement                                       | Date             | Round | Temps | Lieu                                | Notes |
| -------- | ------ | ------------------------- | --------------------------------------- | ----------------------------------------------- | ---------------- | ----- | ----- | ----------------------------------- | ----- |
| Victoire | 17-7-1 | Salvatore Liga            | Soumission                              | PFL Europe 2                                    | 5 juillet 2025   | 1     | 03:22 | Bruxelles, Bruxelles, Belgique      |       |
| Victoire | 16-7-1 | Joziro Boye               | Decision unanime                        | European Beatdown 9                             | 7 octobre 2023   | 1     | 05:00 | Mons, Hainaut, Belgique             |       |
| Défaite  | 15-7-1 | Douglas Silva de Andrade  | KO/TKO                                  | UFC Fight Night: Santos vs. Walker              | 2 octobre 2021   | 1     | 02:04 | Las Vegas, Nevada, États-Unis       |       |
| Défaite  | 15-6-1 | Ricky Simon               | Soumission                              | UFC Fight Night: Chiesa vs. Magny               | 20 janvier 2021  | 2     | 04:00 | Abu Dhabi, Émirats Arabes Unis      |       |
| Victoire | 15-5-1 | Enzo Maria Iezzi          | TKO                                     | EBD 7: European Beatdown 7                      | 12 octobre 2019  | 1     | 02:11 | Mons, Belgique                      |       |
| Victoire | 14-5-1 | Percy Herrera             | TKO (Arrêt du médecin)                  | EBD 4: European Beatdown 4                      | 13 octobre 2018  | 1     | 03:13 | Mons, Belgique                      |       |
| Défaite  | 13-5-1 | Joziro Boye               | KO                                      | SHC 12: Strength & Honor Championship 12        | 5 mai 2018       | 2     | 03:00 | Genève, Suisse                      |       |
| Victoire | 13-4-1 | Carlos Eduardo de Azevedo | KO/TKO                                  | EBD 3: European Beatdown 3                      | 17 mars 2019     | 1     | 00:50 | Mons, Belgique                      |       |
| Victoire | 12-4-1 | Manolo Scianna            | Décision                                | EBD 2: European Beatdown 2                      | 14 octobre 2017  | 3     | 00:50 | Mons, Belgique                      |       |
| Victoire | 11-4-1 | Alfonso Perez             | KO                                      | EBD 1: European Beatdown 1                      | 3 décembre 2016  | 1     | 02:14 | Mons, Belgique                      |       |
| Défaite  | 10-4-1 | Daniel Requeijo           | Soumission (étranglement par l'arrière) | AFL 6: Canarias                                 | 12 décembre 2015 | 2     | 02:16 | Las Palmas, Grande Canarie, Espagne |       |
| Victoire | 10-3-1 | Lasha Jikuri              | Soumission                              | MMA Championship: MMA Championship 1            | 27 juin 2015     | 1     | 03:06 |                                     |       |
| Victoire | 9-3-1  | Joziro Boyei              | KO (Genou)                              | Fightor 1: Lister vs. Knaap                     | 17 janvier 2015  | 1     | 01:13 | Charleroi, Belgique                 |       |
| Défaite  | 8-3-1  | Arnold Allen              | Décision (Unanimité)                    | CWFC 71: Cage Warriors Fighting Championship 71 | 22 août 2014     | 3     | 05:00 | Amman, Jordanie                     |       |
| Victoire | 8-2-1  | Farid el Said             | TKO (Poing)                             | SHC 8: Paraisy vs. Balde                        | 22 août 2014     | 1     | 01:08 | Genève, Suisse                      |       |
| Défaite  | 7-2-1  | Vladimir Egoyan           | Soumission (Crochet de talon)           | Global Fight Club: GFC Challenge                | 2 juin 2013      | 1     | 01:31 | Krasnodar, Russie                   |       |
| Défaite  | 7-1-1  | Igor Egorov               | Soumission (Etranglement)               | ProFC 44: Rumble in Chekhov                     | 2 décembre 2012  | 1     | 02:04 | Tchekhov, Russie                    |       |
| Victoire | 7-0-1  | Alexey Makhno             | TKO (Décision médicale)                 | ProFC 42: Oplot                                 | 13 octobre 2012  | 2     | 05:00 | Kharkiv, Ukraine                    |       |
| Victoire | 6-0-1  | Christophe Chapuis        | TKO (Poings)                            | HFC 5: Hard Fight Championship                  | 23 juin 2012     | 2     | 01:12 | Bruchsal, Allemagne                 |       |
| Victoire | 5-0-1  | Ahmet Yalbirdak           | TKO (Poings)                            | SHC 5: Lloret vs. Reljic                        | 24 mars 2012     | 2     | 01:46 | Barcelone, Catalogne, Espagne       |       |
| Victoire | 4-0-1  | Christophe Segobin        | TKO (Poings)                            | HFC: Contender                                  | 24 mars 2012     | 1     | 02:14 |                                     |       |
| Victoire | 3-0-1  | Djibril Diouf             | Soumission (Verrou d'Achille)           | BB: Belgium Beatdown 2                          | 26 novembre 2011 | 1     | 00:36 | Charleroi, Belgique                 |       |
| Victoire | 2-0-1  | Steve Lenormand           | TKO (Poings)                            | HFC: Fight Night                                | 29 octobre 2011  | 1     | 00:35 |                                     |       |
| Victoire | 1-0-1  | Jeremy Bachy              | Soumission (Etranglement par l'arrière) | BB: Belgium Beatdown 2                          | 14 mai 2011      | 1     | 01:16 | Charleroi, Belgique                 |       |
| Égalité  | 0-0-1  | Aslanbek Zormaefv         | Égalité                                 | OFC: Octagon Fighting Club                      | 17 octobre 2009  | 2     | 05:00 |                                     |       |